# Programme de réforme national
Le programme de réforme national (ou programme national de réforme : PNR) expose la stratégie des États membres pour mettre en œuvre les objectifs de la stratégie Europe 2020, pour une croissance « intelligente, durable et inclusive ». Le programme de réforme national s’inscrit depuis 2011 dans le cadre du Semestre européen, qui articule son examen avec celui du programme de stabilité.